# SStB – Gleichenberg bis Stainz
Die SStB – Gleichenberg bis Stainz waren Dampflokomotiven der Südlichen Staatsbahn (SStB) Österreich-Ungarns.
Da sich die 2B- gegenüber der 2A-Bauart bewährte, wurden anschließend an die neun Maschinen SStB – Admont bis Lipoglau, die die Lokomotivfabrik der WRB geliefert hatte, 2B-Lokomotiven in Amerika bestellt, die etwas geringere Dimensionen aufwiesen.
Die kleineren Räder lassen darauf schließen, dass ihr Einsatzgebiet eher im Güterzugbereich lag.
Die zehn Lokomotiven wurden von William Norris in Philadelphia 1846 geliefert.
Sie erhielten die Namen GLEICHENBERG, BRUCK, MUR, MÜRZ, MÜRZZUSCHLAG, KAPFENBERG, LANGENWANG, NEUBERG, WARTBERG und STAINZ.
Die Lokomotiven dieser Reihe kamen 1858 im Zuge der Privatisierung österreichischer Staatsbahnen zur Südbahngesellschaft, die ihnen die Nummern 886–895, und ab 1860 die Reihennummer 17 zuwies.
Die Ausmusterung erfolgte bereits 1864, also bevor sie in das neue Reihenschema aufgenommen wurden.
Die SB 891 MUR wurde 1864 an die GKB verkauft, die sie als Bauzuglokomotive einsetzte und erst 1878 ausmusterte.
Die MUR bildete gemeinsam mit den fünf Maschinen GRAZ, SÖDING, LIEBOCH, KREMS und KAINACH bei der GKB die Nummern 1–6.